# 켤레류
군론에서 켤레류(-類, 영어: conjugacy class)는 켤레 원소를 취하는 군의 작용의 궤도이다.

## 정의
군 {\displaystyle G}의 원소 {\displaystyle g\in G}의 켤레류는 다음과 같다.:196
{\displaystyle \operatorname {Cl} (g)=\{hgh^{-1}\colon h\in G\}\subseteq G}
즉, 이는 {\displaystyle G}의 자기 자신 위의 켤레 작용
{\displaystyle G\times G\to G}
{\displaystyle (h,g)\mapsto hgh^{-1}}
의 궤도이다. 즉 {\displaystyle G} 위의 켤레 관계
{\displaystyle g\sim g'\iff \exists h\in G\colon g'=hgh^{-1}}
의 동치류이다. {\displaystyle G}의 모든 켤레류들의 집합을 {\displaystyle \operatorname {Cl} (G)}로 표기하자.
만약 {\displaystyle G}가 위상군이라면, {\displaystyle \operatorname {Cl} (G)}는 그 몫공간이므로 자연스러운 위상 공간 구조를 가진다.

## 성질

### 켤레류의 크기
유한군 {\displaystyle G}의 원소 {\displaystyle g\in G}의 켤레류의 집합의 크기는 궤도-안정자군 정리에 따라 다음과 같다.
{\displaystyle |{\operatorname {Cl} }(g)|={\frac {|G|}{|{\operatorname {C} }_{G}(g)|}}}
여기서 {\displaystyle \operatorname {C} _{G}(-)}는 중심화 부분군이다.

### 켤레류의 수
유한군 {\displaystyle G}의 켤레류의 수는 번사이드 보조정리에 따라 다음과 같다.
{\displaystyle |{\operatorname {Cl} }(G)|={\frac {1}{|G|}}\sum _{g\in G}|{\operatorname {C} }_{G}(g)|}
여기서 {\displaystyle \operatorname {C} _{G}(-)}는 중심화 부분군이다.

### 켤레류 방정식
유한군 {\displaystyle G}의 켤레류들은 {\displaystyle G}의 분할을 이룬다. 따라서, 다음과 같은 공식이 성립하며, 이를 켤레류 방정식(-類方程式, 영어: class equation)이라고 한다.
{\displaystyle |G|=\sum _{\operatorname {Cl} (g)\in \operatorname {Cl} (G)}|{\operatorname {Cl} }(g)|=|G|\sum _{\operatorname {Cl} (g)\in \operatorname {Cl} (G)}{\frac {1}{|{\operatorname {C} }_{G}(g)|}}=|{\operatorname {Z} }(G)|+|G|\sum _{\operatorname {Cl} (g)\in \operatorname {Cl} (G)\setminus \{\{c\}\colon c\in \operatorname {Z} (G)\}}{\frac {1}{|{\operatorname {C} }_{G}(g)|}}}
여기서 {\displaystyle \operatorname {C} _{G}(-)}는 중심화 부분군이며, {\displaystyle \operatorname {Z} (-)}는 군의 중심이다.
특히,
{\displaystyle 1=\sum _{\operatorname {Cl} (g)\in \operatorname {Cl} (G)}{\frac {1}{|{\operatorname {C} }_{G}(g)|}}}
이므로, 이는 1의 이집트 분수 분해를 이룬다. 1을 주어진 개수의 이집트 분수들로 분해하는 방법은 유한하므로, 따라서 주어진 수의 켤레류를 갖는 유한군의 수는 유한하다. 예를 들어, 아벨 군의 경우 이러한 이집트 분수 분해는
{\displaystyle 1=\underbrace {{\frac {1}{|G|}}+{\frac {1}{|G|}}+\dotsb +{\frac {1}{|G|}}} _{|G|}}
이다.

### 콤팩트 리 군
{\displaystyle G}가 콤팩트 리 군이라고 하자. 이 경우, {\displaystyle G}는 항상 극대 원환면 {\displaystyle T\leq G}을 가지며, 모든 원소 {\displaystyle g\in G}는 {\displaystyle T}의 어떤 원소와 켤레 동치이다. 또한, 임의의 {\displaystyle g\in G}의 켤레류와 {\displaystyle T}의 교집합은 {\displaystyle T}의 어떤 원소 {\displaystyle t\in T}의 바일 군 궤도와 같다.
{\displaystyle \forall g\in G\exists t\in T\colon \operatorname {Cl} (g)\cap T=\operatorname {Weyl} (T,G)\cdot t}
다시 말해, {\displaystyle G}의 켤레류들의 공간은 몫공간인 오비폴드
{\displaystyle \operatorname {Cl} (G)\cong T/\operatorname {Weyl} (T,G)}
와 표준적인 일대일 대응을 갖는다.
특히, 항등원 근처의 ‘무한소 원소’(즉, 그 리 대수의 원소)의 ‘켤레류’는 카르탕 부분 대수의 바일 군 궤도, 즉 바일 방의 원소가 된다.

## 예

### 아벨 군
아벨 군 {\displaystyle G}의 경우, 켤레류는 (자명하게) 한원소 집합이며, 따라서
{\displaystyle \operatorname {Cl} (G)\cong G}
이다.

### 대칭군
{\displaystyle n}차 대칭군 {\displaystyle \operatorname {Sym} (n)}을 생각하자. 그 원소가 다음과 같은 꼴의 순환 분해를 갖는다고 하자.
{\displaystyle (a_{1,1}\dotsm a_{1,n_{1}})(a_{2,1}\dotsm a_{2,n_{2}})\dotsb (a_{k,1}\dotsm a_{k,n_{k}})}
즉,
- {\displaystyle k}개의 순환이 존재한다.
- 각 순환의 길이는 {\displaystyle n_{1},n_{2},\dotsc ,n_{k}}이다. 편의상 {\displaystyle 1\leq n_{1}\leq n_{2}\leq \dotsc \leq n_{k}}이며 {\displaystyle \textstyle \sum _{i=1}^{k}n_{i}=n}이라고 하자. 즉, {\displaystyle (n_{1},n_{2},\dotsc ,n_{k})}는 {\displaystyle n}의 자연수 분할을 이룬다.

그렇다면, 대칭군의 두 원소 {\displaystyle g}, {\displaystyle h}에 대하여, 만약
{\displaystyle k(g)=k(h)}
{\displaystyle n_{i}(g)=n_{i}(h)\qquad \forall i\in \{1,\dotsc ,k(g)\}}
일 경우, 두 원소가 같은 순환형(영어: cycle type)이라고 하자.
그렇다면, 대칭군에서, 두 원소가 켤레 동치일 필요 충분 조건은 같은 순환형을 갖는 것이다. 즉, 그 켤레류의 집합은 다음과 같다.
{\displaystyle \operatorname {Cl} (\operatorname {Sym} (n))\cong \operatorname {Part} (n)}
여기서 우변은 {\displaystyle n}의 자연수 분할들의 집합이다.
자연수 분할 {\displaystyle (n_{1},n_{2},\dotsc ,n_{k})}이 주어졌을 때,
{\displaystyle a(p)=|\{i\in \{1,\dotsc ,k\}\colon p=n_{i}\}|\in \mathbb {N} }
를 정의하자. 그렇다면, 이 자연수 분할에 대응하는 켤레류의 크기는
{\displaystyle {\frac {n!}{\prod _{p=1}^{n}a(p)!p^{a(p)}}}}
이다. 다시 말해, 이 자연수 분할에 대응하는 중심화 부분군의 크기는
{\displaystyle \prod _{p=1}^{n}a(p)!p^{a(p)}}
이다.

### SU(2)
리 군 {\displaystyle \operatorname {SU} (2)}를 생각하자. 기하학적으로, 이는 3차원 초구 {\displaystyle \mathbb {S} ^{3}}와 미분 동형이다. 이 경우, 극대 원환면은 (1차원) 원군 {\displaystyle T=\operatorname {U} (1)}이며, 이는 2×2 대각 행렬의 부분군
{\displaystyle T=\left\{{\begin{pmatrix}\exp(\mathrm {i} \theta )&0\\0&\exp(-\mathrm {i} \theta )\end{pmatrix}}\colon \theta \in \mathbb {R} \right\}\leq \left\{M\in \operatorname {GL} (2;\mathbb {C} )\colon \det M=1,\;M^{\dagger }M=1_{2\times 2}\right\}=\operatorname {SU} (2)}
으로 여길 수 있다. 이 경우, 바일 군은 2차 대칭군이며, 그 두 원소 가운데 항등원이 아닌 것은 원군 위에 다음과 같이 작용한다.
{\displaystyle \theta \mapsto -\theta }
즉, SU(2)의 켤레류들의 공간은 반원 {\displaystyle \theta \in [0,\pi ]}에 해당한다. 구체적으로, 행렬군 위에서 대각합과 행렬식은 유함수이다. SU(2)의 경우 행렬식은 물론 상수 함수 1이지만, 그 대각합은 자명하지 않으며, 사실 켤레류는 대각합으로 완전히 결정된다. 즉,
{\displaystyle \operatorname {tr} {\begin{pmatrix}\exp(\mathrm {i} \theta )&0\\0&\exp(-\mathrm {i} \theta )\end{pmatrix}}=2\cos \theta }
이므로, 대각합의 값은 {\displaystyle [-2,+2]}의 원소이다. 이는 3차원 초구의 ‘위도’로 해석할 수 있다. 켤레류는 같은 ‘위도’에 있지만, 다른 ‘경도’를 가지는 점들의 집합이며, 이는 (위도가 ‘북극’ 또는 ‘남극’이 아니라면) 2차원 구를 이룬다. ‘북극’과 ‘남극’은 각각 대각합이 {\displaystyle \pm 2}가 되는 경우, 즉 {\displaystyle \theta \in \{0,\pi \}}인 경우이며, 이 경우 켤레류는 한원소 집합 {\displaystyle \{\pm 1_{2\times 2}\}}이다.

### 작은 수의 켤레류를 갖는 유한군
켤레류 방정식을 통하여, 작은 수의 켤레류를 갖는 유한군들의 목록을 계산할 수 있다. 켤레류의 수가 5개 이하인 유한군들의 목록은 다음과 같다.:Table 1
| 켤레류의 수 | 군                                                                                     | 이집트 분수 분해                                                                                 |
| ----------- | -------------------------------------------------------------------------------------- | ------------------------------------------------------------------------------------------------ |
| 1           | 자명군 {\displaystyle 1}                                                               | {\displaystyle {\tfrac {1}{1}}}                                                                  |
| 2           | 2차 대칭군 {\displaystyle \operatorname {Sym} (2)}                                     | {\displaystyle {\tfrac {1}{2}}+{\tfrac {1}{2}}}                                                  |
| 3           | 3차 교대군                                                                             | {\displaystyle {\tfrac {1}{3}}+{\tfrac {1}{3}}+{\tfrac {1}{3}}}                                  |
| 3           | 3차 대칭군 {\displaystyle \operatorname {Sym} (3)}                                     | {\displaystyle {\tfrac {1}{6}}+{\tfrac {1}{3}}+{\tfrac {1}{2}}}                                  |
| 4           | 4차 교대군 {\displaystyle \operatorname {Alt} (4)}                                     | {\displaystyle {\tfrac {1}{12}}+{\tfrac {1}{4}}+{\tfrac {1}{3}}+{\tfrac {1}{3}}}                 |
| 4           | 5차 정이면체군 {\displaystyle \operatorname {Dih} (5)}                                 | {\displaystyle {\tfrac {1}{10}}+{\tfrac {1}{5}}+{\tfrac {1}{5}}+{\tfrac {1}{2}}}                 |
| 4           | 4차 순환군 {\displaystyle \operatorname {Cyc} (4)}                                     | {\displaystyle {\tfrac {1}{4}}+{\tfrac {1}{4}}+{\tfrac {1}{4}}+{\tfrac {1}{4}}}                  |
| 4           | 클라인 4원군 {\displaystyle \operatorname {Cyc} (2)^{2}}                               | {\displaystyle {\tfrac {1}{4}}+{\tfrac {1}{4}}+{\tfrac {1}{4}}+{\tfrac {1}{4}}}                  |
| 5           | 5차 순환군 {\displaystyle \operatorname {Cyc} (5)}                                     | {\displaystyle {\tfrac {1}{5}}+{\tfrac {1}{5}}+{\tfrac {1}{5}}+{\tfrac {1}{5}}+{\tfrac {1}{5}}}  |
| 5           | 4차 정이면체군 {\displaystyle \operatorname {Dih} (4)}                                 | {\displaystyle {\tfrac {1}{8}}+{\tfrac {1}{8}}+{\tfrac {1}{4}}+{\tfrac {1}{4}}+{\tfrac {1}{4}}}  |
| 5           | 사원수군 {\displaystyle Q_{8}}                                                         | {\displaystyle {\tfrac {1}{8}}+{\tfrac {1}{8}}+{\tfrac {1}{4}}+{\tfrac {1}{4}}+{\tfrac {1}{4}}}  |
| 5           | 5차 교대군 {\displaystyle \operatorname {Alt} (5)}                                     | {\displaystyle {\tfrac {1}{60}}+{\tfrac {1}{5}}+{\tfrac {1}{5}}+{\tfrac {1}{4}}+{\tfrac {1}{3}}} |
| 5           | 4차 대칭군 {\displaystyle \operatorname {Sym} (4)}                                     | {\displaystyle {\tfrac {1}{24}}+{\tfrac {1}{8}}+{\tfrac {1}{4}}+{\tfrac {1}{4}}+{\tfrac {1}{3}}} |
| 5           | 7차 정이면체군 {\displaystyle \operatorname {Dih} (7)}                                 | {\displaystyle {\tfrac {1}{14}}+{\tfrac {1}{7}}+{\tfrac {1}{7}}+{\tfrac {1}{7}}+{\tfrac {1}{2}}} |
| 5           | 프로베니우스 군 {\displaystyle \operatorname {Cyc} (5)\rtimes \operatorname {Cyc} (4)} | {\displaystyle {\tfrac {1}{20}}+{\tfrac {1}{5}}+{\tfrac {1}{4}}+{\tfrac {1}{4}}+{\tfrac {1}{4}}} |
| 5           | 프로베니우스 군 {\displaystyle \operatorname {Cyc} (7)\rtimes \operatorname {Cyc} (3)} | {\displaystyle {\tfrac {1}{21}}+{\tfrac {1}{7}}+{\tfrac {1}{7}}+{\tfrac {1}{3}}+{\tfrac {1}{3}}} |

정확히 {\displaystyle n}개의 켤레류를 갖는 유한군의 수는 다음과 같다. (OEIS의 수열 A73043)
1, 1, 2, 4, 8, 8, 12, 21, 26, 38, 35, 32, …